# Marko Basiljević (poduzetnik)
Marko Basiljević (1634. – 1705.), hrvatski plemenitaš iz Dubrovnika, iz plemićke obitelji Basiljevića. 
U Mletcima se bavio trgovinom gdje je imao trgovačku tvrtku. Bavio se numizmatikom i pribavio je mnoštvo knjiga, pa je iza njega ostala velika knjižnica i numizmatička zbirka. 